# Molophilus (Molophilus) laxus
Molophilus (Molophilus) laxus is een tweevleugelige uit de familie steltmuggen (Limoniidae). De soort komt voor in het Oriëntaals gebied.